# カイ・オーウェン
カイ・オーウェン（Kai Owen、1975年9月4日 - ）は、イギリスの俳優。イギリスの長寿SFドラマシリーズ『ドクター・フー』のスピンオフ作品『秘密情報部トーチウッド』のヒロインであるグウェン・クーパーの彼氏（のちに夫）リース役で知られる。

## 人物
1975年、イギリス・北ウェールズのコンウィ渓谷・ランウストにて生まれる。
父のマークはGMB労働組合員で、母のイヴォンヌは英国の軍隊クラブの清掃員だった。
彼はワトリングストリート小学校、Llanrwst and Ysgol Dyffryn Conwyで教育を受けた。
彼は1998年に卒業し、3年間のマウントビュー・シアター・スクール ロンドンに通った。オーウェンはロンドンのイースト・フィンチリーに婚約者で女優のサラ・ウィルソンと一緒に住んでいたが、2010年には息子ボビーと共にウォリックシャー州に引っ越した。
2011年には、トーチウッド人類不滅の日の撮影のためにアメリカ・カリフォルニア州のウエストハリウッドに滞在した。
彼は、小児癌や癌を患った若者への支援チャリティー団体「クリック・サージェント（Clic Sargent）」のために2009年にロンドンマラソンを走り、また、2010年4月25日にもロンドンマラソンを走った。
彼は故郷ウェールズのコンウェーのランディドノー・ユースミュージカルの支援者でもある。

## 出演作品

### テレビドラマ
- トーチウッド人類不滅の日（リース・ウィリアムズ）
- 秘密情報部トーチウッド（リース・ウィリアムズ）